# Vilhelm Milthers

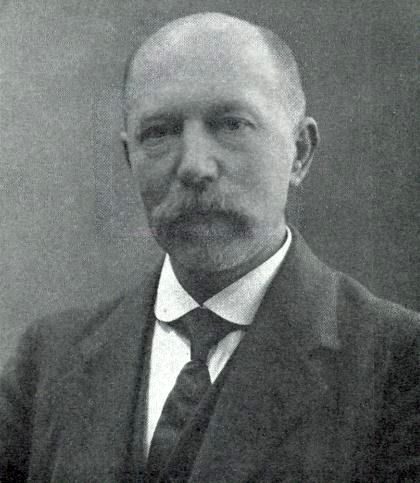
Vilhelm Milthers

Poul Christian Vilhelm Madsen Milthers (* 1865; † 1962) war ein dänischer Geologe insbesondere des 
Quartärs.
Milthers machte eine Ausbildung als Chemieingenieur an der Askov Volkshochschule 1886 bis 1888 und am Polytechnischen Institut, wo er 1894 seinen Abschluss machte. Seit 1895 arbeitete er als Geologe in der geologischen Landesaufnahme Dänemarks (Danmarks Geologiske Undersøgelse). Von 1904 bis zu seinem Ruhestand im Jahr 1935 führte er den Titel Staatlicher Geologe. Insbesondere untersuchte er die eiszeitlich geprägten Landschaften Dänemarks und entwickelte eine statistische Methode der Datierung und Einordnung von Moränen nach Leitgeschieben. Allerdings erwies sich seine Beschränkung auf wenige Gesteinssorten (sechs Arten von Porphyren) als zu eng. Neben den Leitgeschieben in Skandinavien untersuchte er auch deren Verteilung in Westpolen, Ostschlesien und Nordmähren.
In den ersten Jahrzehnten des 20. Jahrhunderts war er auch als Verteidiger des Darwinismus in Kontroversen mit Vertretern von Strömungen des Kreationismus innerhalb des für Dänemark prägenden Grundvigschen Volkshochschulsystems beteiligt. 1913 bis 1931 war er Direktor des Kopenhagener Volkshochschul-Vereinigung (Højskoleforening).
Er war Ehrendoktor der Universität Kopenhagen.
Er prägte die Benennung Alleröd-Interstadial in der Weichsel-Eiszeit.

## Schriften
- Nordøstsjællands Geologi, Kopenhagen, C. A. Reitzel, 1922, 1943
- Israndens tilbagerykning fra Østjylland til Sjaelland-Fyn, belyst ved Ledeblokke, Kopenhagen, C. A. Reitzel 1932
- Bornholms geologi, Kopenhagen, C. A. Reitzel 1916